# Tatarzy czarni
Tatarzy czarni – lud koczowniczy pochodzenia mongolskiego, zamieszkujący między XI a XIII wiekiem pogranicze Chin, Mongolii i Mandżurii.
Zamieszkiwali terytoria na wschód od Mongołów, a na północny zachód od Chin. Przez większość swej historii byli uzależnieni od kolejnych państw chińskich – Liao i Jin, przeciwko którym jednak kilkakrotnie się buntowali. 
Nigdy nie zorganizowali się w jedno państwo, tworząc kilka chanatów, które jednak ze sobą współpracowały. W XII wieku prowadzili długotrwałe wojny z Mongołami. Początkowo byli w tych konfliktach stroną przeważającą, jednak po przejęciu władzy nad Mongołami przez Czyngis-chana w latach 80. lub 90 zaczęli przegrywać. Ostatecznie rozbici w 1202 roku w bitwie pod Dałan Nemürges. Po tej bitwie elitę tatarską wybito powyżej osi wozu, zaś resztę ludności wcielono do imperium Czyngis-chana. 
Przydomek Czarni został im nadany przez Chińczyków i był w zamierzeniu obraźliwy. Odróżniał ich od, osiadłych i przyjmujących chińską kulturę, Tatarów białych – Ongutów, a także od stojących jeszcze niżej (w chińskim mniemaniu) Tatarów dzikich.